# Jarod Lucas
Jarod Lucas (Whittier, California; 7 de diciembre de 1999) es un baloncestista estadounidense que pertenece a la plantilla del Bàsquet Girona de la Liga ACB española. Con 1,93 metros de estatura, juega en la posición de escolta.

## Trayectoria deportiva

### Universidad
Jugó tres temporadas con los Beavers de la Universidad Estatal de Oregón, en las que promedió 10,3 puntos, 1,8 rebotes y 0,9 asistencias por partido. Tras la temporada 2021-22, entró en el portal de transferencias de la NCAA, siendo transferido a los Wolf Pack de la Universidad de Nevada en Reno, donde jugó dos temporadas más, en las que promedió 17,4 puntos, 2,7 rebotes y 1,4 asistencias por partido, En su primera temporada fue elegido debutante del año de la Mountain West Conference e incluido en el segundo mejor quinteto de la conferencia, algo que repetiría la temporada siguiente.

#### Estadísticas
| Año     | Equipo       | PJ  | PT  | MPP  | %TC  | %3P  | %TL  | RPP | APP | ROB | TPP | PPP  |
| ------- | ------------ | --- | --- | ---- | ---- | ---- | ---- | --- | --- | --- | --- | ---- |
| 2019–20 | Oregon State | 31  | 0   | 13.1 | .351 | .342 | .870 | .9  | .4  | .3  | .0  | 4.6  |
| 2020–21 | Oregon State | 33  | 23  | 29.3 | .380 | .389 | .896 | 2.3 | 1.2 | .7  | .0  | 12.7 |
| 2021–22 | Oregon State | 31  | 31  | 33.7 | .415 | .386 | .871 | 2.4 | 1.2 | .8  | .0  | 13.5 |
| 2022–23 | Nevada       | 33  | 33  | 34.4 | .413 | .378 | .899 | 2.8 | 1.4 | .4  | .0  | 17.0 |
| 2023–24 | Nevada       | 34  | 34  | 32.6 | .421 | .394 | .863 | 2.4 | 1.4 | .8  | .0  | 17.8 |
| Total   | Total        | 162 | 121 | 28.8 | .405 | .383 | .882 | 2.2 | 1.1 | .6  | .0  | 13.2 |

### Profesional
Tras no ser elegido en el Draft de la NBA de 2024, el 18 de octubre firmó con los Dallas Mavericks. Sin embargo, fue despedido al día siguiente, y el 26 de octubre se unió a los Texas Legends, su filial en la G League.
El 30 de marzo de 2025 fue anunciado como nuevo jugador del Bàsquet Girona de la Liga ACB hasta final de temporada.

## Vida personal
El padre de Lucas, Jeff, jugó baloncesto universitario en Hawái y ejerce como entrenador de la escuela secundaria de Los Altos. Su madre, Christina, jugó al voleibol en la escuela secundaria. Su hermano menor, Jordan, es un destacado jugador de voleibol en Los Altos y ha representado a los Estados Unidos en el nivel juvenil. Es descendiente de filipinos por vía materna.